# Řád Katonga
Řád Katonga (svahilsky: Nishani ya Katonga) je ugandské nejvyšší vojenské vyznamenání. Založen byl roku 2001 a udílen je v jediné třídě za mimořádné skutky hrdinství.

## Historie a pravidla udílení
Řád Katonga je nejvyšší vojenské vyznamenání Ugandy. Založen byl roku 2001. Udílen je velmi zřídka za mimořádné činy hrdinství. Pojmenován je na počest poslední rozhodující bitvy Armády národního odporu během Ugandské občanské války. Tato bitva se odehrála poblíž řeky Katonga.
Prvním oceněným byl libyjský vůdce Muammar Kaddáfí, němuž vyznamenání udělil ugandský prezident Yoweri Museveni a k slavnostnímu předání došlo v Tripolisu dne 6. dubna 2004. Ocenění mu bylo uděleno za jeho přínos pro Armádu národního odporu během bojů v buši a mělo ocenit také jeho boj za osvobození Afriky a snahu o sjednocení kontinentu.
Podruhé byl řád udělen roku 2007, a to posmrtně bývalému prezidentu Tanzanie Juliu Nyereremu. Vyznamenání bylo slavnostně předáno do rukou jeho manželky Marie v jeho rodném městě Butiama. Oceněn byl za svůj přínos při osvobozování Afriky z vlivukolonialismu a především za odpor proti ugandskému diktátorovi Idi Aminovi během ugandsko-tanzanské války.

## Insignie
Řádový odznak má tvar červeně smaltovaného kříže. Uprostřed je zlatý kulatý medailon s vyobrazením státního znaku Ugandy. Medailon je lemován černě smaltovaným kruhem se zlatým nápisem ORDER OF KATONGA • UGANDA. Kříž je položen na zlatém věnci. Ke stuze je připojen pomocí přechodového článku ve tvaru lví hlavy.
Stuha řádu je červená.